# Caso Friburgo
El Caso Friburgo es una investigación antidopaje abierta en Alemania, que tiene como objeto esclarecer la red de dopaje para deportistas de élite organizada en torno a Clínica Universitaria de la Universidad de Friburgo.
La comisión independiente encargada de investigar el caso concluyó en su informe que, durante el Tour de Francia 2006 (en concreto, tras la primera etapa, el 2 de junio), los ciclistas del T-Mobile Andreas Klöden, Matthias Kessler y Patrik Sinkewitz viajaron en un coche (conducido por la novia de Sinkewitz) a la Clínica Universitaria de Friburgo. Allí, a su llegada a las seis de la tarde, fueron recibidos por el doctor Schmid, quien les condujo a un cuarto oscuro donde permanecieron 45 minutos recibiendo autotransfusiones sanguíneas, para volver después al hotel de su equipo en la ronda gala. Kloden finalizó segundo en la general de aquel Tour, subiendo al podio final de los Campos Elíseos de París.
La comisión indicó que no podía afirmar que todos los ciclistas del T-Mobile en el Tour 2006 acudieran aquella tarde del 2 de junio a Friburgo, al no poder confirmar la visita a la clínica de un segundo grupo de corredores. Al respecto, se informó que un testigo indicó que a la cena de aquel día en el hotel del T-Mobile faltaron sólo tres ciclistas (que serían Kloden, Kessler y Sinkewitz), por lo que en caso de que más ciclistas del equipo acudieran a la clínica tuvo que ser en otro día.
El 31 de octubre de 2009 se conoció que Klöden había llegado a un acuerdo con la Fiscalía de Bonn, según el cual pagaría una multa de 25.000 euros a cambio de que se pararan las investigaciones existentes contra él por un posible fraude deportivo. Según la legislación alemana dicho acuerdo no suponía una admisión de culpa por parte de Klöden.